# Mette Klit
Mette Klit (n. 21 noiembrie 1971, Esbjerg) este o fostă jucătoare daneză de handbal și actual antrenor.
În primăvara anului 2011, Klit era singura femeie antrenor principal din Liga Feminină Daneză de Handbal. Ea pregătea clubul Viborg HK, după ce l-a înlocuit pe Jakob Vestergaard. Înainte de numirea ei ca principal, Mette Klit a fost antrenorul secund al clubului. În pauza de vară a anului 2011, ea a fost schimbată cu Martin Albertsen. Mette Klit a devenit atunci antrenorul principal al Viborg HK Sportscollege, echipa de junioare a clubului danez.
În vara lui 2012, Klit s-a alăturat campioanei României CS Oltchim Râmnicu Vâlcea, ca secund al principalului Jakob Vestergaard, cu care lucrase anterior la Viborg HK. La începutul anului 2014, ea a revenit în România după ce a acceptat să antreneze CSM București.
A fost antrenorul principal al clubului românesc CSM București în perioada 2014 - 2015.

## Palmares
- Liga Campionilor cu Viborg HK (ca antrenor):
  - Câștigătoare: 2010
- Liga Campionilor cu Viborg HK (ca jucătoare):
  - Finalistă: 2001
- Cupa EHF cu Viborg HK (ca jucătoare):
  - Câștigătoare: 1999
- Trofeul Campionilor cu Viborg HK (ca jucătoare):
  - Câștigătoare: 2001
- Liga Națională:
  - Câștigătoare: 2015
- Cupa României:
  - Finalistă: 2015
- Supercupa României:
  - Finalistă: 2015